# Centrobranchus andreae
Centrobranchus andreae is een straalvinnige vissensoort uit de familie van de lantaarnvissen (Myctophidae). De wetenschappelijke naam van de soort werd als Scopelus andreae in 1892 gepubliceerd door Christian Frederik Lütken.